# ჴ
ჴ（グルジア語: ხარიまたはჴარი、/xaɾɪ/または/χaɾɪ/）は、グルジア文字の35番目の文字であったが、19世紀のイリア・チャヴチャヴァゼなどによる正書法改革により廃止された。

## 使用
古ジョージア語では無声口蓋垂破裂音[q]またはその有気音[qʰ]を表す。時代につれて「ხ」と同音になってしまったため、正書法改革により「ხ」に書き換えられた（ჴელმწიფე → ხელმწიფეなど）。記数法では数値7000を表す。
ラテン文字化では「H̱」または「X̣」「Qʼ」と記す。

## 字形
| アソムタヴルリ | ヌスフリ | ムヘドルリ | ムタヴルリ |
| -------------- | -------- | ---------- | ---------- |
|                |          |            |            |

## 符号位置
| 文字 | Unicode | JIS X 0213 | 文字参照          | 備考           |
| ---- | ------- | ---------- | ----------------- | -------------- |
| Ⴤ    | U+10C4  | -          | &#x10C4; &#4292;  | アソムタヴルリ |
| ⴤ    | U+2D24  | -          | &#x2D24; &#11556; | ヌスフリ       |
| Ჴ    | U+1CB4  | -          | &#x1CB4; &#7348;  | ムタヴルリ     |
| ჴ    | U+10F4  | -          | &#x10F4; &#4340;  | ムヘドルリ     |